# Берніс Орвіґ
Берніс Орвіґ (англ. Bernice Orwig, 24 листопада 1976) — американська ватерполістка.
Срібна призерка Олімпійських Ігор 2000 року.